# Men’s Health
Men’s Health ist eine international verbreitete Fitness-Zeitschrift für Männer der Hearst Corporation. Die deutsche Ausgabe erscheint zehnmal jährlich bei der Motor Presse Stuttgart. Chefredakteur ist seit September 2020 Arndt Ziegler. Die verkaufte Auflage beträgt 88.357 Exemplare, ein Minus von 63,4 Prozent seit 1998.
Die US-amerikanische Ausgabe wurde 1986 vom Verlag Rodale gestartet, der im Januar 2018 von der Hearst Corporation übernommen wurde.
Die deutsche Ausgabe erschien ab 1996 bei der 1995 gegründeten Rodale Motor Presse, einem Joint Venture von Rodale und der Motor Presse Stuttgart mit Sitz in Hamburg. Im Januar 2018 wurde die Erscheinungsfrequenz von monatlich auf zehnmal jährlich reduziert. Durch die Übernahme von Rodale übernahm die Hearst Corporation im Januar 2018 auch den Anteil an dem Joint Venture, das in Motor Presse Hearst umbenannt wurde. Im Februar 2021 verkaufte die Hearst Corporation ihren Anteil an die Motor Presse Stuttgart. Motor Presse Hearst wurde daraufhin in Motor Presse Hamburg umbenannt.
Seit 2000 wird halbjährlich der Modeableger Best Fashion herausgegeben. 2001 wurde mit Best Life ein vierteljährlich erscheinender Ableger für eine ältere Zielgruppe gestartet, der ab 2005 zweimonatlich erschien und 2008 eingestellt wurde. Im April 2011 wurde eine deutsche Ausgabe von Women’s Health gestartet und im Oktober 2015 mit Men’s Health Dad ein Ableger für Väter.
| 1998   | 1999   | 2000   | 2001 | 2002   | 2003   | 2004   | 2005   | 2006   | 2007   | 2008   | 2009   | 2010   | 2011   | 2012   | 2013   | 2014   | 2015   | 2016   | 2017   | 2018   | 2019   | 2020  | 2021   | 2022  | 2023  | 2024  |
| ------ | ------ | ------ | ---- | ------ | ------ | ------ | ------ | ------ | ------ | ------ | ------ | ------ | ------ | ------ | ------ | ------ | ------ | ------ | ------ | ------ | ------ | ----- | ------ | ----- | ----- | ----- |
| 241471 | 264008 | 268469 |      | 243838 | 243262 | 239651 | 232267 | 230872 | 238359 | 220775 | 222742 | 216056 | 217612 | 213971 | 202857 | 171942 | 163543 | 151631 | 167214 | 133068 | 130761 | 96056 | 108711 | 99477 | 98496 | 88357 |